# 20016 Rietschel
20016 Rietschel (1991 TU13) là một tiểu hành tinh vành đai chính được phát hiện ngày 8 tháng 10 năm 1991 bởi F. Borngen ở Tautenburg.